# Prophezeiung des Neferti
Prophezeiung des Neferti (auch Prophezeiungen des Neferti oder Weissagungen des Neferti) ist der moderne Name eines Werkes der altägyptischen Literatur. Der Text entstand während der Regierungszeit von König (Pharao) Amenemhet I. (12. Dynastie, 20. Jh. v. Chr.) und sollte durch die Darstellung einer vermeintlich alten Prophezeiung dessen Machtübernahme legitimieren.

## Überlieferung
Der Text ist vollständig auf dem aus der 18. Dynastie stammenden Papyrus Sankt Petersburg 1116 B (auch Papyrus Leningrad 1116 B oder Papyrus Eremitage 1116 B) und auszugsweise auf zwei Schreibtafeln (18. Dynastie) und mehreren Ostraka (19. Dynastie) erhalten.

## Inhalt
Die Rahmenhandlung der Geschichte spielt am Königshof von König Snofru, dem Begründer der 4. Dynastie. Sie beginnt mit der Versammlung der Beamtenschaft vor Snofru. Dieser beauftragt seine Beamten, aus ihren Reihen einen Weisen zu suchen, der ihn mit „schöner Rede“ erfreuen soll. Daraufhin wird Neferti, ein Vorlesepriester der Göttin Bastet, zum König gebracht. Er fragt Snofru zunächst, ob dieser etwas Vergangenes oder etwas Zukünftiges hören will. Der Herrscher entscheidet sich für Letzteres.
Neferti berichtet nun von schweren Zeiten, die Ägypten bevorstehen: Der Nil trocknet aus, Ausländer siedeln sich im Norden des Landes an und der Sonnengott Re wendet sich von den Menschen ab. Diese Klagen ähneln bis hierher der Darstellung in den Mahnworten des Ipuwer. Im Gegensatz zu diesen baut Neferti allerdings eine positive Wende ein, indem er einen Retter ankündigt, der dem Land wieder Ordnung bringt. Er wird als Sohn einer Nubierin beschrieben und Ameni genannt, was als klarer Hinweis auf Amenemhet I. zu verstehen ist.